# Liolaemus eleodori
Liolaemus eleodori este o specie de șopârle din genul Liolaemus, familia Tropiduridae, descrisă de Cei 1985. Conform Catalogue of Life specia Liolaemus eleodori nu are subspecii cunoscute.